# Agadá
La Agadá (en hebreo: אַגָּדָה) se refiere a los textos exegéticos no legalistas presentes en la literatura rabínica clásica del judaísmo, particularmente registrada en el Talmud y los Midrashim. En general, la Agadá es un compendio de los textos rabínicos que incorpora el folklore, las anécdotas históricas, las exhortaciones morales y los consejos prácticos en diversas esferas que van desde los negocios hasta la medicina. La Agadá y las tradiciones rabínicas ofrecen un marco para la interpretación de la ley escrita. En este contexto, la opinión generalizada de la literatura rabínica es que la Agadá es un medio para la transmisión de las enseñanzas religiosas fundamentales. La Agadá se refiere también al conjunto de los textos y las leyendas talmúdicas que no forman parte necesariamente de la Halajá o ley judía.